# ジスマンの法則
ジスマンの法則（ジスマンのほうそく、Zisman's Plot）とは濡れに関する法則であり、固体表面上の表面エネルギーが小さいとき、液体の接触角θがある値より小さければ、その液体は固体上に拡がるというものである。この法則はウイリアム・ジスマンにより唱えられた。
cos θは液体の表面張力γLの1次関数で表されることから、液体の表面張力がcos θ = 1となるγC（臨界表面張力という）より小さいとき、接触角θ = 0°となりその液体は固体上に拡がることになる。
たとえば固体をテフロン、液体をアルカンとした場合の臨界表面張力はγC = 19.3×10−3 J/m2であり、C7H16（γL = 20.3×10−3 J/m2）はテフロン上に広がらず、C6H14（γL = 18.4×10−3 J/m2）は広がることが分かる。